# Distretto di Khun Tan
Il distretto di Khun Tan (in thailandese: ขุนตาล) è un distretto (amphoe) della Thailandia, situato nella provincia di Chiang Rai.